# Orelsan
Pour les articles homonymes, voir Cotentin (homonymie).
Aurélien Cotentin, dit Orelsan (/ɔʁɛlˈsan/), né le 1er août 1982 à Alençon (Orne), est un rappeur, chanteur, compositeur, acteur, réalisateur et scénariste français.
Il se fait d'abord connaître sur Internet, notamment sur le site Myspace, au moyen de la chanson Saint-Valentin puis perce en 2008 avec le titre Changement. Son premier album, Perdu d'avance, est publié en 2009. Dans le même temps, une polémique éclate autour de la chanson Sale Pute, accusée d'inciter à la violence envers les femmes. L'album est néanmoins un succès public, certifié disque d'or et nommé au prix Constantin.
Son deuxième album Le Chant des sirènes, sorti en 2011, est certifié double disque de platine et reçoit deux Victoires de la musique.
Avec son ami Gringe, ils forment les Casseurs Flowters dès le début des années 2000. En 2013, ils publient l'album Orelsan et Gringe sont les Casseurs Flowters, qui sera certifié disque de platine. Fin 2015, Orelsan coréalise un film centré sur deux personnes qui font de la musique depuis 10 ans et qui n'ont jamais fini un morceau, Comment c'est loin, dont la bande originale sera aussi certifiée platine. Les deux amis se mettent aussi en scène dans le programme court Bloqués diffusé en 2015-2016 sur Canal+, et sur YouTube où chaque épisode comptabilise plusieurs millions de vues. Ces productions permettent à Orelsan de populariser son personnage de trentenaire perdu et résigné, doté néanmoins d'un esprit créatif et d'un humour décalé.
Il est depuis 2016 la voix française de Saitama pour l'adaptation en animé du manga One Punch Man. En 2017, il revient à la musique avec le single Basique qui annonce la sortie de son troisième album solo : La fête est finie. L'album est certifié double disque de diamant et remporte trois Victoires de la musique.
Son quatrième album, Civilisation, sort en 2021, annoncé avec le clip de L'Odeur de l'essence. L'album est certifié disque de diamant en 5 mois. C'est l'album rap le plus rapidement certifié disque de diamant. Il rapporte à Orelsan trois nouvelles Victoires de la musique (Meilleure chanson pour L'Odeur de l'essence, artiste de l'année et création audiovisuelle pour Montre jamais ça à personne).
En 2022, il est l'un des gagnants NRJ Music Awards, l'Artiste Masculin Francophone de l’année et remporte la Tournée Francophone. Il remportera une nouvelle fois trois Victoires de la musique en 2023 : création audiovisuelle et chanson de l'année pour La Quête, et une troisième pour sa tournée, le « CivilisationTour ». Il comptabilise alors 12 Victoires de la musique au total, faisant de lui le troisième artiste en ayant le plus remporté, derrière Alain Bashung et Matthieu Chedid (qui sont à 13 victoires ex æquo).

## Biographie

### Jeunesse
Aurélien Cotentin est né en 1982 et a grandi à Alençon, dans l'Orne. Son père est directeur de collège, sa mère est institutrice. Il est l'ainé d'une famille de trois enfants. Son frère Clément Cotentin (1985-) est journaliste sportif passé par Canal+, coscénariste de la série Bloqués et coréalisateur du documentaire sur Orelsan en 2021 Montre jamais ça à personne. Lorsqu'il a une douzaine d'années et alors qu'il écoute plutôt du rock et du metal (Nirvana, Iron Maiden, Guns N' Roses, AC/DC, etc.), ses camarades de basket-ball et de skate-board lui font découvrir l'univers du rap. Il accroche vite à ce genre musical : « La façon de décrire le quotidien, la densité des textes et des images. J'apprenais les textes par cœur, NTM, IAM… Je traduisais aussi les textes de Public Enemy. Je me suis pris au jeu, je rappais pour le plaisir. »
En 1998, la famille déménage à Caen lorsque son père est muté – Aurélien a alors 16 ans. Il obtient un baccalauréat économique et social, spécialité anglais au lycée Victor-Hugo de Caen. Il intègre ensuite l'École de management de Normandie (diplômé en 2004), où il rencontre en 2000 le producteur musical Skread (qui composera notamment pour Diam's, Booba, Rohff ou Nessbeal). Il passe l'année scolaire 2002/2003 à Tampa en tant qu'étudiant à l'université du Sud de la Floride.
À Caen, il rencontre aussi Gringe, originaire de Cergy et arrivé en 2000 en Normandie avec ses parents. Gringe rappe également et les deux jeunes gens décident de former un duo : les Casseurs Flowters. Leur nom est un jeu de mots (flow : rythme utilisé par un rappeur pour cadencer ses chants) sur le surnom – Casseurs flotteurs – des deux bandits maladroits du film Maman, j'ai raté l'avion ! : « On adore ce film et la comparaison avec ces deux bras cassés, le grand maigre et le petit gros, était inévitable », explique Orelsan.

### Carrière

#### Débuts musicaux (2002–2008)
Durant son année aux États-Unis, il vit une relation amoureuse ambiguë avec une Américaine qui lui inspirera la chanson 50 pourcents. En 2002, les Casseurs Flowters sortent une mixtape. Ils apparaissent ensuite sur des morceaux de différentes compilations de rap,.
De retour des États-Unis, Orelsan s'essaye à plusieurs petits boulots (documentés dans ses chansons), notamment celui de gardien de nuit dans un hôtel dont il profitera pour écrire une partie de ses textes. En août 2006, il charge sur YouTube son premier clip amateur, Ramen. Il connaît un succès plus important l'année suivante avec le clip Saint-Valentin, parodie sarcastique de la fête des amoureux. Il attire alors les internautes vers son site Myspace où il ajoute régulièrement de nouveaux morceaux.
En 2008, le label 3e bureau lui propose de produire son album en collaboration avec 7th Magnitude, label de Skread et Ablaye. Durant l'été 2008, il connaît une certaine médiatisation, notamment à la télévision[réf. nécessaire], à la suite d'une campagne de promotion des titres Changement, distribué par TF1 Vidéo puis No life, premier clip du rappeur réalisé par un professionnel.

#### Perdu d'avance(2009–2010)

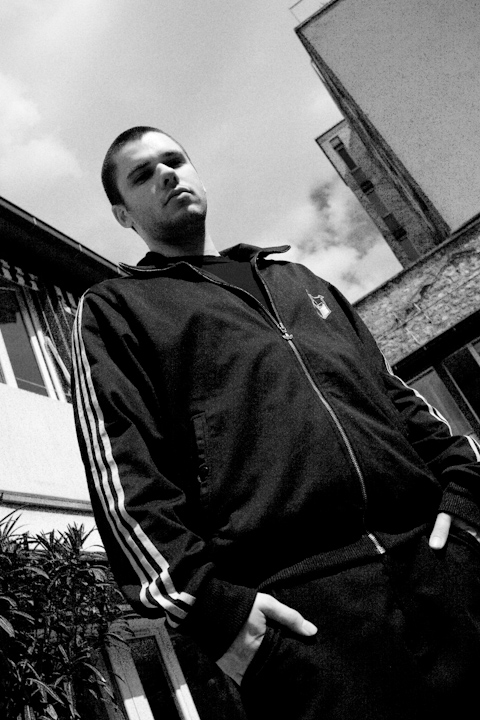
Orelsan en 2009.

Orelsan publie son premier album, Perdu d'avance, le 16 février 2009. Les instrumentaux sont composés par son ami Skread. L'album comprend plusieurs participations musicales (featurings) dont celles de Gringe et Ron Thal (ancien guitariste des Guns N' Roses). Sur le site web du Printemps de Bourges, la présentation du rappeur annoncée en avril 2009 exprime son positionnement volontairement provocateur : « Revendiquant ses quatorze ans d'âge mental, ses humeurs de cancre assis au fond de la classe et son mental de puceau frustré, Orelsan a tout pour agacer les bien-pensants ». Fin 2009, il est nommé au concours des révélations françaises du prix Constantin. En même temps, il est élu par les internautes comme étant le meilleur artiste français de l'année pour représenter la France aux MTV Europe Music Awards.
Le 26 juin 2010, à l'occasion de l'émission Planète Rap qui lui est consacrée par la radio Skyrock, Jena Lee chante son titre Je rêve en enfer en duo avec Orelsan. Le titre y gagne une parenthèse : Je rêve en enfer « (Reste en enfer) » et la ballade d'origine profite des nombreuses punchlines qu'invente le rappeur. En 2010, on le retrouve aussi aux côtés de Nessbeal pour le titre Ma grosse.
En septembre 2010, dans l'émission Canal Street, il annonce écrire un nouvel album qui devrait sortir vers mars 2011. Date qu'il n'infirme pas le 5 décembre 2010 sur sa page Facebook : « L'album avance bien, à mon avis ça sortira en mars/avril. Je commencerai à en dévoiler plus début 2011. »
En 2010, Orelsan participe à Diversidad, un projet musical qui regroupe une vingtaine d'artistes issus de douze pays différents pour un album intitulé The Experience. Il y représente la France aux côtés de DJ Cut Killer, Abd Al Malik et Spike Miller. Diversidad accueille également les Allemands Curse et Mariama, les Néerlandais MC Melodee et GMB, le Bosnien Frenkie, les Belges Rival et Pitcho, le Suédois Marcus Price, le Portugais Valete, les Espagnols Nach, Big Size et Zock, le Luxembourgeois C.H.I, l'Italien Luche, les Croates Remi et Shot, et le Grec Eversor.
Sa collaboration avec The Toxic Avenger sur le titre N'importe comment donne lieu à trois clips vidéos différents, à la sortie d'un single ainsi qu'à un album de remixes du titre publié par le label Roy Music.

#### Le Chant des sirènes,Casseurs Flowters (2011–2017)

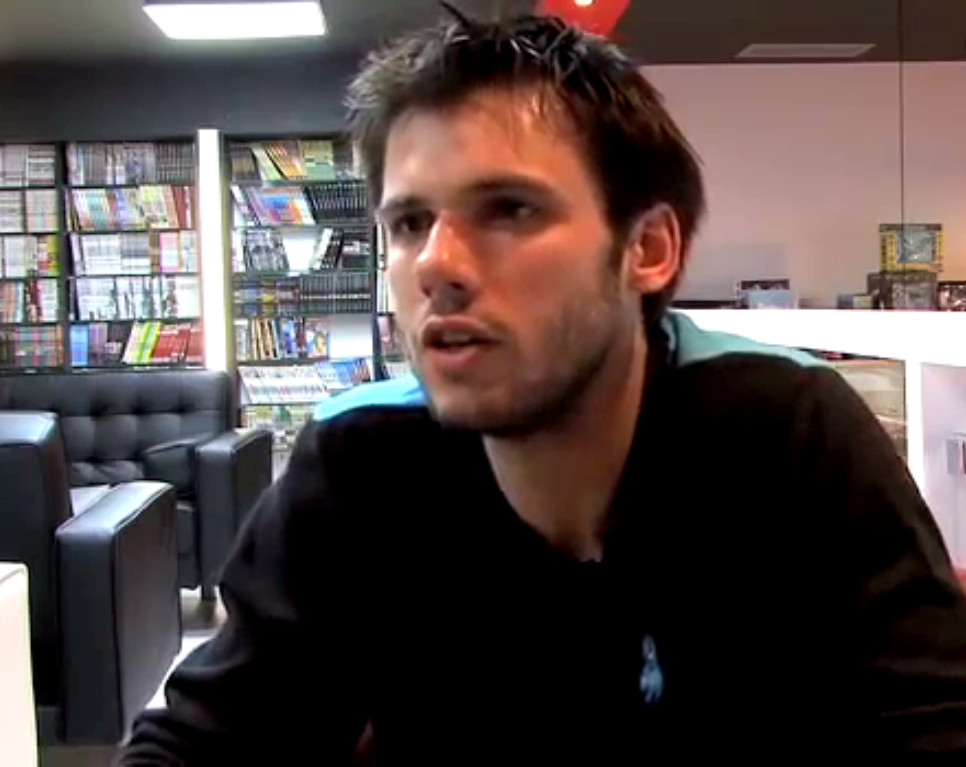
Orelsan en 2011.

Fin mai 2011, il publie Raelsan (en référence à Raël), le premier clip extrait de son nouvel album qui sort le 26 septembre 2011 : Le Chant des sirènes. Sur YouTube est diffusé un second extrait intitulé Double vie, qui passe également sur Skyrock. De juillet à septembre 2011, l'artiste publie trois extraits de son nouvel album : Plus rien ne m'étonne (fin juillet), disponible en écoute gratuite, 1990 (fin août), hommage aux années 1990 avec une apparition d'Oxmo Puccino, d'Olivier Cachin et des membres du groupe 1995, puis Suicide social (12 septembre).

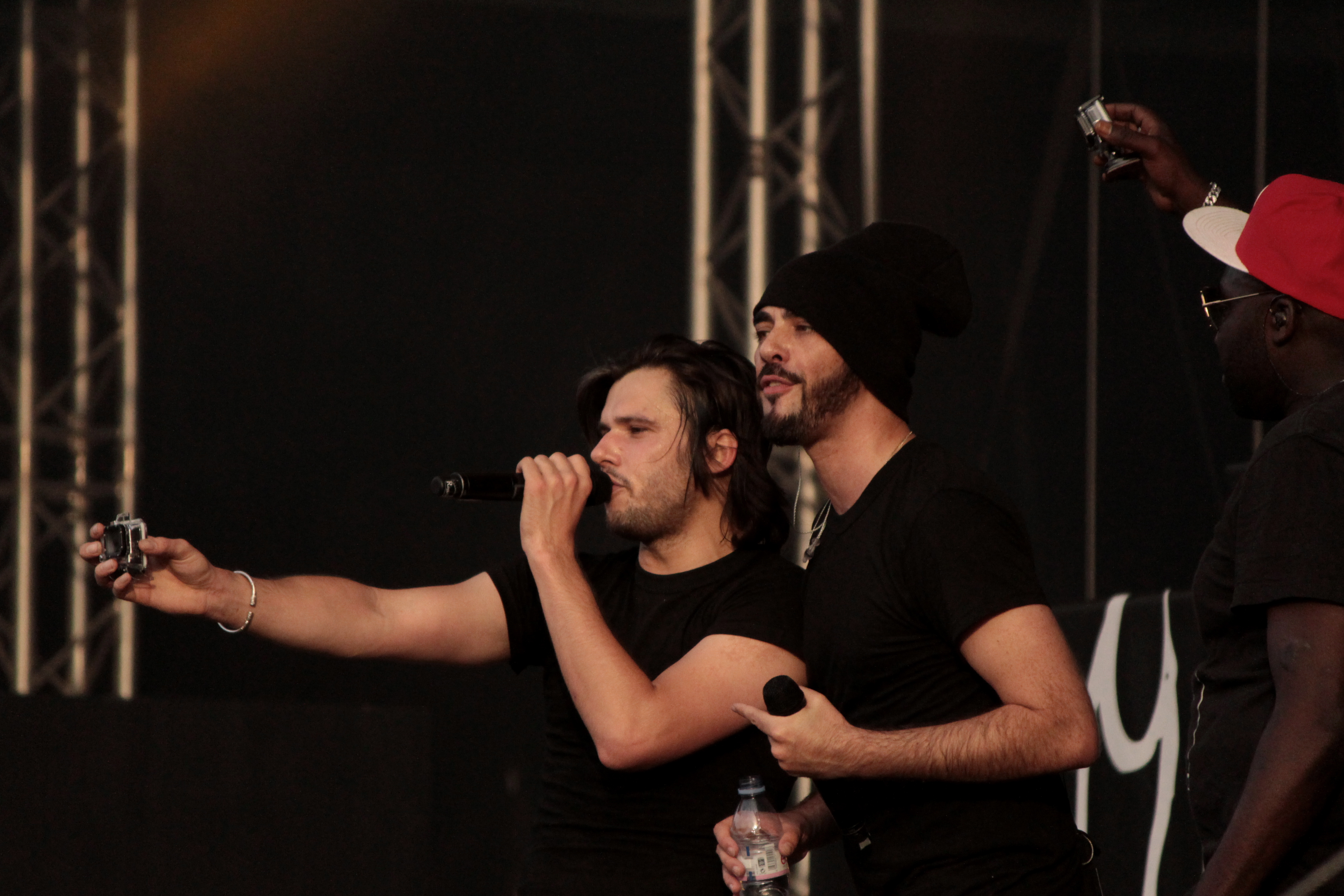
Casseurs Flowters au Festival des Vieilles Charrues le 18 juillet 2014.

Un mois après sa sortie, jour pour jour, Le Chant des sirènes devient disque d'or. En 2012, Orelsan remporte deux Victoires de la musique : la première dans la catégorie « Album rap et musiques urbaines de l'année » pour l'album Le Chant des sirènes ; la seconde dans la catégorie « Groupe ou artiste révélation du public ».
À l'occasion de son concert à l'Olympia de Paris du 31 mai 2012, la certification platine du Chant des sirènes est rendue publique (100 000 exemplaires vendus).
Orel apparaît avec Gringe sur la mixtape À la youv de Canardo pour le morceau Mauvais plan. Il fait également un featuring sur l'album Itinéraire bis de Flynt dans le morceau Mon pote, ainsi que sur l'album Extra-Lucide de Disiz et sur celui de Benjamin Biolay.
Il est également présent sur le remix de la chanson Boombadeing de Mokobe aux côtés de ce dernier, de Dry, Youssoupha et Leck. Orelsan accepte en outre de faire la publicité française de la marque Reebok en France à la rentrée 2012.

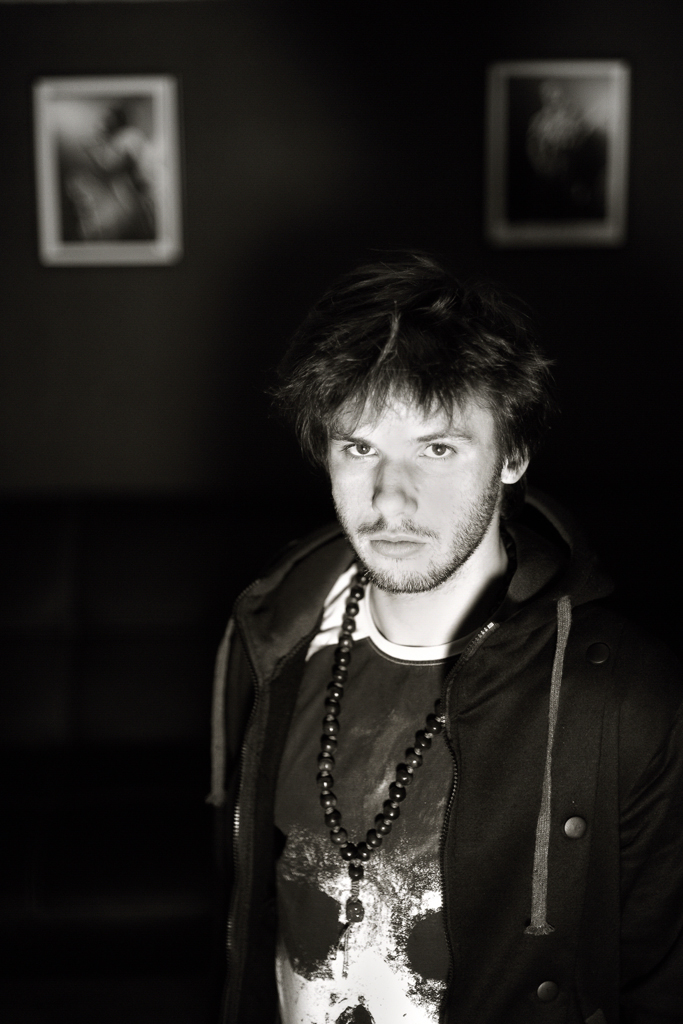
Orelsan, le 23 mars 2012, avant un concert au Fuzz’Yon, à La Roche-sur-Yon

Le morceau La Terre est ronde, extrait de l'album Le Chant des sirènes remporte un succès commercial certain, se plaçant dans le top 10 des ventes de singles en France. La Terre est ronde passe en rotation permanente sur les radios spécialisées hip-hop telles que Génération et Skyrock et dans des radios généralistes comme NRJ. Cela lui vaut une nomination aux NRJ Music Awards 2013 dans la catégorie « Révélation francophone de l'année » aux côtés de C2C, Youssoupha et de Tal — la gagnante.
Dans l'émission Planète Rap consacrée au rappeur Canardo (été 2012), Orelsan annonce la préparation d'un album ou d'une mixtape avec Gringe, dont la sortie interviendrait au premier semestre 2013, signant le retour des Casseurs Flowters. Auparavant, Orel termine sa tournée et figure sur le deuxième album de Stromae avec qui il a enregistré le titre AVF. Entre 2013 et 2016, il se consacre donc aux Casseurs Flowters.
À la rentrée 2015, il participe au programme court Bloqués aux côtés de Gringe. Imaginée par Kyan Khojandi et Bruno Muschio, la série diffusée sur Canal+ met en scène « deux mecs qui discutent assis sur un canapé, en attendant qu'il se passe quelque chose, ils ont décidé de ne rien faire ». Orelsan exerce également une activité de comédien de doublage pour l'anime One Punch Man et le long-métrage français Mutafukaz de Guillaume Renard.

#### La fête est finieetÉpilogue(2017-2019)
Le 20 septembre 2017, six ans après son dernier album solo, Orelsan dévoile sur YouTube le clip du titre Basique. Un mois après pile, le rappeur originaire de Caen publie son nouvel album solo. Intitulé La fête est finie, il comporte 14 pistes dont 5 featurings avec Nekfeu, Dizzee Rascal, Stromae, Ibeyi et Maître Gims.
La Fête est finie est certifié disque d'or en trois jours, disque de platine quatre jours plus tard, double disque de platine un mois après. Le 15 novembre, le clip du morceau Tout va bien, tourné en Ukraine (comme celui de Basique), est publié sur Youtube,. Outre ce succès commercial, son troisième album solo apporte à Orelsan trois Victoires de la musique. En juin 2018, La fête est finie est certifié disque de diamant.
Lors d'un passage à l'émission Boomerang, Orelsan propose un titre inédit, Mes grands-parents, sur un sample ralenti de Colette Magny.
En novembre 2018, Orelsan réédite La fête est finie avec onze nouvelles chansons (dont Mes grands-parents) sous le titre La fête est finie - Épilogue,. S'ensuit une longue tournée dont les évènements en festival sont relatés sur la chaîne YouTube de l'artiste sous forme de mini-série.

#### Pause médiatique (2020)
En 2020, Orelsan a fait une pause médiatique totale, n'apparaissant ni en musique ni en featuring, et limitant ses apparitions publiques. Après des années de succès et de présence intense, il s'est retiré pour se ressourcer. En 2019, il avait déjà réduit ses activités, se concentrant sur quelques collaborations et la promotion de La fête est finie - Épilogue. La pandémie a renforcé ce retrait, annulant de nombreux festivals. Il envisageait de nouveaux projets, notamment une série télévisée, et son retour musical était attendu en 2021.

#### Le retour au devant de la scène

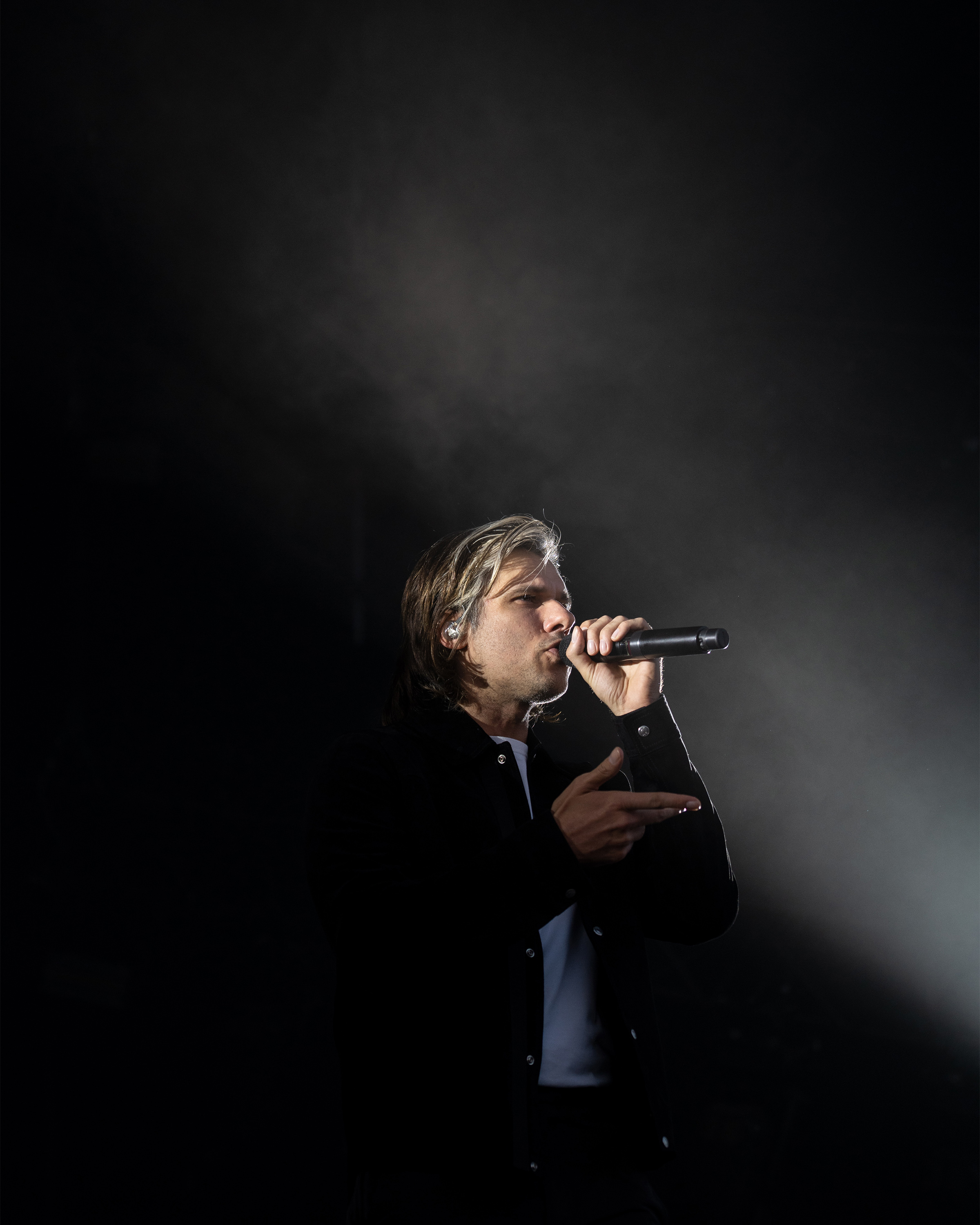
Orelsan sur scène en 2023.

Une série documentaire de six épisodes retraçant la vie d'Orelsan, Montre jamais ça à personne, réalisée par son frère, Clément Cotentin, sort en octobre 2021 sur la plateforme de vidéo à la demande Amazon Prime Video. Dans le même temps, Orelsan annonce une nouvelle tournée pour janvier 2022.
Le 26 octobre 2021, il annonce la sortie de son quatrième album solo, Civilisation, qui sort le 19 novembre, avec deux featurings : un avec The Neptunes et un avec Gringe. Un premier clip, réalisé par David Tomaszewski, sort le 17 novembre 2021 : L'odeur de l'essence, une critique de la société qui va droit vers le "crash", surélevé d'un drapeau fictif qui peut rappeler ceux du Daghestan et du Parti social nationaliste syrien, et pouvant plaire, selon Libération, à « la frange réac de l’œcuménique public d’Orelsan » qui « n’a pas sombré dans la guimauve universaliste façon We Are the World, tel un Bono des champs ». Il expliquera par la suite, en novembre 2021, la signification réelle du drapeau : "C’est le drapeau imaginaire d’un monde post-apocalyptique, d’une micro-nation avec le bleu et rouge de la France qui sont aussi les couleurs de Caen, du vert pour la province et la nature, une étoile ninja pour le fun, pour se défendre et pour l’espoir, et des carreaux blancs où, comme sur Photoshop, chacun peut ajouter sa partie". Orelsan a glissé un ticket d'or dans cinq exemplaires du disque, qui donne accès à tous les concerts de l'artiste gratuit à vie pour deux personnes. Il a également fait des rondelles exclusivement réservées à une musique.
Une semaine après sa sortie, l'album s'est écoulé à 138 929 exemplaires et est certifié disque de platine. Il s'agit du plus gros démarrage en première semaine depuis l'ère du streaming dans l'histoire du rap français. L'album remporte deux Victoires de la musique (Meilleure chanson pour L'Odeur de l'essence, et artiste de l'année pour Orelsan).
Le 3 mars 2022, Orelsan publie le single La Quête, retraçant sa jeunesse, ses plusieurs vies amoureuses, ses amis, sa famille jusqu'à sa carrière de rappeur tout à l'aide de figurines fabriquées avec de la pate à modeler dans son studio.

### Vie privée
Orelsan se marie à l'été 2021 à l'hôtel de ville de Caen (mariage célébré par le maire de la ville Joël Bruneau) avec celle qui partage sa vie depuis douze ans, Ahélya Randriambolaina. La jeune femme, d'origine malgache, travaille dans la communication.

## Particularités artistiques
Le premier album d'Orelsan bénéficie le 16 février 2009, jour de sa parution, d'articles promotionnels et de comparaisons flatteuses dans L'Express et Libération,. Selon son attaché de presse, son statut (blanc, classe moyenne, originaire de province) l'oblige à une certaine dose d'autodérision. Ainsi, il pratique la provocation avec minutie en usant de punchlines, petites phrases cinglantes et assassines. Il sait néanmoins adopter un ton sérieux : la dépression et le sentiment de mal-être éprouvés par la jeune génération font partie de ses thèmes de prédilection, tout comme le quotidien (jeux vidéo, Internet, télévision…), les relations amoureuses (difficultés à draguer, masturbation, fantasmes). D'autres médias, comme le magazine Têtu, s'interrogent sur ses textes qu'ils considèrent homophobes.
Dans Libération et L'Express, Orelsan est comparé à divers artistes reconnus : rappeur blanc, le nom d'Eminem est cité tout comme celui de Mike Skinner (The Streets) qui, en plus de la « couleur », partage avec Orelsan un certain goût pour la morosité et l'ennui. Lors de la sortie de la chanson Saint-Valentin, ses textes provocateurs et crus lui ont valu, toujours selon Libération, une comparaison avec le groupe TTC qui n'est pas à son goût. Considérant que leur rap-électro est trop « élitiste » et ne ressemble pas à ce qu'il fait, il commente, dans la chanson Courez, courez : « Je sais que j'ai des fans dans ce délire et je voudrais pas les vexer mais quand tu me compares à des TTC c'est comme si tu me manquais de respect ».

## Polémiques et poursuites judiciaires

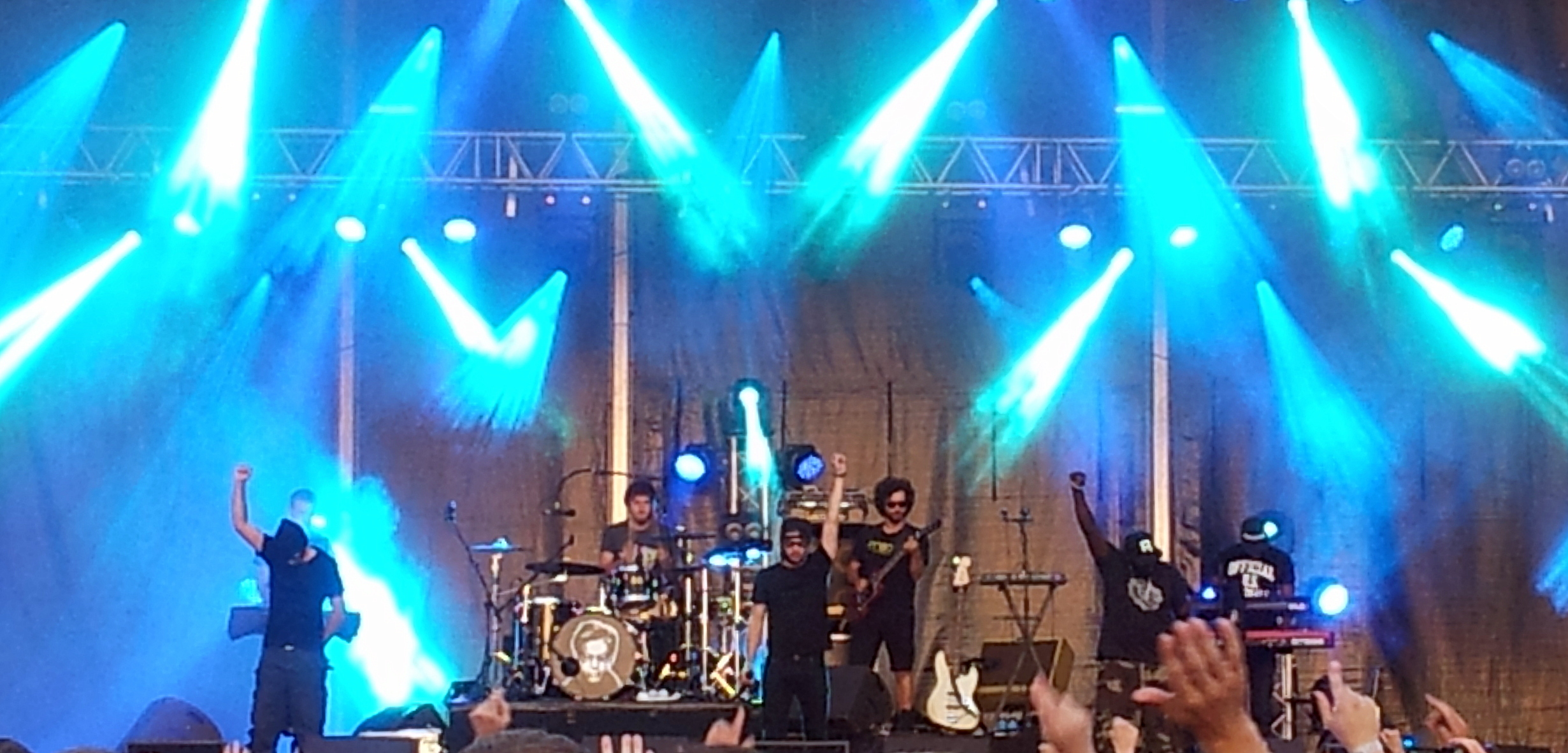
Orelsan (au centre) au Festival Les Nuits Secrètes à Aulnoye-Aymeries, Nord-Pas-de-Calais le 4 août 2013.

### Accusations de sexisme
En mars 2009, son titre Sale Pute suscite la polémique. Le rappeur incarne un homme en costume menaçant de violences l'ex-petite amie qui l'a trompé, en lui promettant entre autres qu'il lui « déboîterait la mâchoire » ou la « ferait avorter à l'opinel ». Déclenchée par des blogueuses, la polémique l'amène à répondre via ses conseillers en communication qui nient que le texte soit « une lettre de menaces, une promesse de violence ou une apologie du passage à l'acte ».
La polémique prend un tour politique, le Front national dénonçant la chanson, puis le Parti socialiste dénonçant dans un communiqué « un texte scandaleux aux propos odieux qui incitent directement à la violence » et indiquant « qu'il s'associe à toutes les voix qui demandent la déprogrammation d'Orelsan du Printemps de Bourges ». La secrétaire d'État à la solidarité Valérie Létard prend alors la parole et, estimant que la chanson Sale Pute incite à la violence sexiste, demande aux dirigeants des sites de vidéo en ligne comme Dailymotion de la retirer.
La secrétaire d'État soutient l’initiative d'associations qui souhaitent se constituer partie civile et porter plainte en invoquant l’article 24 de la loi de 1881 sur la liberté de la presse, prévoyant que toute incrimination de provocation à commettre un crime (viol ou meurtre) ou une atteinte à l'intégrité de la personne ou une agression sexuelle est punie de 5 ans d’emprisonnement et de 45 000 euros d'amende.
Le rappeur récuse de faire « l'apologie de la violence conjugale. ». « Conscient que ces paroles [peuvent] choquer », il présente ses excuses et indique qu'il ne joue plus cette chanson en concert depuis plusieurs mois – chanson qui ne figure d'ailleurs pas dans son album,.
Le festival du Printemps de Bourges maintient le rappeur dans sa programmation du 25 avril 2009 et dit assumer ses « choix artistiques ». François Bonneau (président PS du conseil régional du Centre) menace alors le festival de représailles financières s'il ne revient pas sur sa décision. Finalement, il retire le montant du cachet du chanteur (soit 1 500 €) de la subvention totale de 360 000 €.
Deux organisateurs de concerts déprogramment Orelsan, le 2 avril au Confort moderne de Poitiers et le 29 avril à Cluses. La chanteuse Anaïs Croze, qui a écrit une chanson sur un thème proche, prend sa défense : « Personne ne m'a jamais reproché tout ce que l'on reproche à Orelsan lorsque j'ai fait ma chanson Christina ».
La polémique rebondit lors des Francofolies de La Rochelle où Orelsan est déprogrammé. Le chanteur Cali et le rappeur Syrano s'en prennent violemment aux organisateurs du festival, dont Jean-Louis Foulquier, qui accuse Ségolène Royal d'avoir à son tour fait du chantage aux subventions. Frédéric Lefebvre, porte-parole de l'UMP, s'empare de l'affaire et déclare dans un communiqué soutenir le jeune homme, en dénonçant la censure qu'aurait exercée contre lui Ségolène Royal ; le parti n'est cependant pas soudé sur cette affaire, citant Dominique Bussereau et Brice Hortefeux, moins enclins à défendre Orelsan dans cette affaire. Ségolène Royal dément vivement tout chantage et indique n'avoir que demandé des informations aux organisateurs ; elle se déclare cependant satisfaite de la déprogrammation de l'artiste,.
Le 14 juillet, Frédéric Mitterrand, ministre de la Culture, affiche son soutien au rappeur au nom de la liberté d'expression et déclare juger la polémique « ridicule ». Poursuivi depuis février 2009 pour « provocation au crime » par Ni putes ni soumises, Orelsan est relaxé le 12 juin 2012 par le tribunal correctionnel de Paris, qui estime que le rappeur s'exprimait « dans le cadre de sa liberté d'expression artistique ».
En juin 2012, pour le festival Sakifo, sur l'île de La Réunion, le conseil régional de l'île supprime sa subvention de 150 000 euros soit 1/10e du budget du festival. La venue du chanteur est remise en question mais les organisateurs le gardent et s'engagent à reverser 1 euro symbolique pour chaque billet vendu pour la date du show aux associations qui avaient protesté. La chanson faisant le plus polémique est alors Saint Valentin[source insuffisante]. Le 31 mai 2013, Orelsan est condamné en première instance à 1 000 euros d'amende avec sursis pour injure et provocation à la violence à l'égard des femmes par le tribunal correctionnel de Paris. Le 14 mai 2014, la cour d'appel de Paris met fin aux poursuites et classe la plainte initiale, jugeant que l'action des associations féministes est prescrite.
Le 15 décembre 2015, la Cour de cassation reprend le dossier et Orelsan est rejugé. Le 18 février 2016, la cour d'appel de Versailles le relaxe.
En mars 2016, un duo féministe publie un clip parodiant la chanson Saint Valentin afin de tourner en dérision Orelsan et dénoncer les violences conjugales,. Dans un premier temps censuré par les plateformes Facebook et YouTube, ce clip est finalement remis en ligne avec une restriction pour les moins de 18 ans.
En 2018, après la sortie de l'album La fête est finie, la polémique reprend de plus belle après son succès — trois prix reçus — aux Victoires de la Musique. Dans un entretien, Christiane Taubira se dit « horrifiée » à propos de ces récompenses et une pétition est lancée pour demander le retrait des trophées. Elle a récolté au 1er mai 2018 plus de 84 000 signatures[source insuffisante].

### Accusations de racisme
Peu de temps après la publication du clip L'Odeur de l'essence sur YouTube, l'association française pour l'ethnie mongole Routes nomades, dans une volonté de se débarrasser de la connotation négative du mot "mongol" de la langue française, se dit « choquée » des paroles et engendre une polémique à petite échelle. En effet, le rappeur y fait une comparaison entre les "mongols" qui "polluent" notre société et l'Empire Mongol ayant fini par chuter. L'association y pointe un usage raciste et discriminatoire. Une pétition pour son boycott a atteint les 13 000 voix à la suite de ce texte.

### Égérie Dior
En avril 2023, Orelsan devient égérie d'un parfum Dior, entreprise appartenant au groupe LVMH dirigé par le milliardaire Bernard Arnault. Ce partenariat est alors critiqué car il s'éloigne des textes engagés du chanteur tels que dans la chanson Shonen.

## Discographie

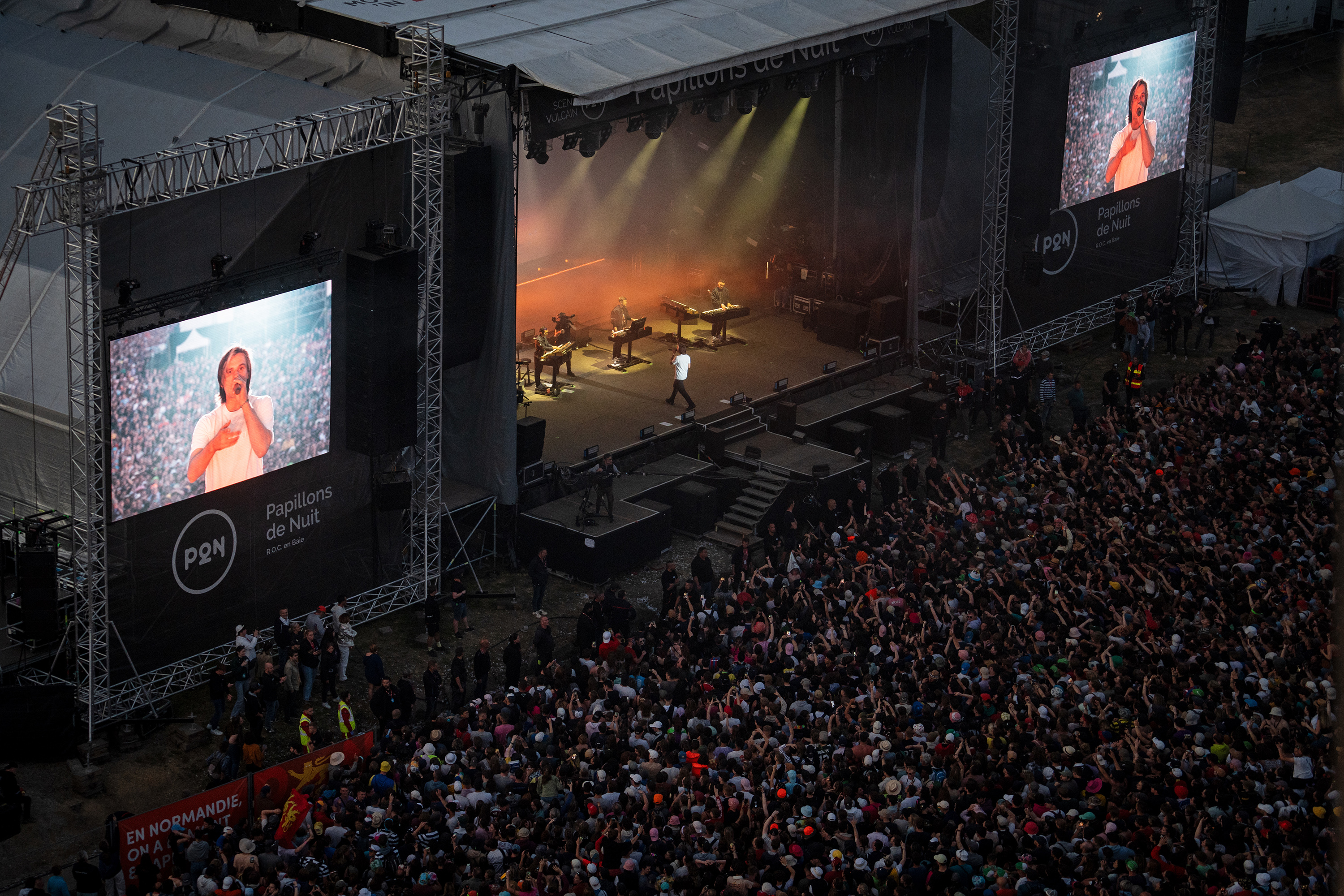
Orelsan sur scène au Festival Papillons de nuit 2023.

### En solo
- 2009 : Perdu d'avance
- 2011 : Le Chant des sirènes
- 2017 : La fête est finie (réédité en 2018 sous le nom La fête est finie - Épilogue)
- 2021 : Civilisation[73] (réédité en 2022 sous le nom Civilisation Édition Ultime rassemblant Civilisation et Civilisation Perdue[74]).

### En collaboration

#### Avec lesCasseurs Flowters
- 2003 : Fantasy : Épisode -1
- 2013 : Orelsan et Gringe sont les Casseurs Flowters
- 2015 : Comment c'est loin (bande originale du film homonyme, quelques différences sont recensées)

#### Autres collaborations
- 2010 : The Experience (avec Diversidad)

## Mode
En 2014, le rappeur crée sa propre marque de vêtements, « Avnier », avec l’aide du créateur de mode suisse, Sébastian Strappazzon (ex-semi-pro de BMX). Avnier est dérivé des termes « avant-dernier » l'idée lui est venue lors de son avant-dernière représentation de sa tournée. La marque commercialise des vêtements unisexes. Les capsules sont essentiellement composées de pièces sportswear minimalistes ; des sweats allant du pantalon de jogging au bonnet brodé. En 2017, Avnier collabore avec Umbro pour une collection spéciale Avnier x Umbro.
Il crée également une paire de chaussures pour les besoins des artistes sur la scène.

## Filmographie
Sauf indication contraire, les informations mentionnées dans cette section peuvent être confirmées par la base de données cinématographiques IMDb,  présente dans la section « Liens externes ».

### Comme acteur

#### Cinéma
- 2013 : Les Gars d'Adolf El Assal : lui-même
- 2015 : Peur de rien de Danielle Arbid : un ami de Julien
- 2015 : Comment c'est loin de lui-même et Christophe Offenstein : Orel
- 2017 : The Art of Street Fighting de Rafael Levy : le narrateur
- 2018 : Au poste ! de Quentin Dupieux : Sylvain
- 2018 : Girls with Balls (en) d'Olivier Afonso : Cowboy
- 2020 : Felicità de Bruno Merle : L'astronaute
- 2023 : Astérix et Obélix : L'Empire du Milieu de Guillaume Canet : Titanix[78]
- 2025 : Yoroï de David Tomaszewski : Aurélien

#### Séries télévisées
- 2015-2016 : Bloqués[79] (programme court diffusé dans Le Petit Journal) de Kyan Khojandi et Bruno Muschio : Orel
- 2015 : Casting(s) (programme court diffusé dans Le Grand Journal), saison 3, épisode 1 : lui-même
- 2016-2017 : Serge le Mytho (programme court diffusé dans Le Grand Journal puis Le Gros Journal), 5 épisodes : Orel
- 2020 : La Flamme (création originale diffusée sur Canal +) : Fabulo
- 2021-2022 : Montre jamais ça à personne (série documentaire) de Clément Cotentin et Christophe Offenstein : lui-même
- 2025 : Bref 2 de Kyan Khojandi et Bruno Muschio : Orel

#### Doublage
- 2016 : One Punch Man : Saitama[80]
- One Punch Man 12 OAV : Saitama
- 2017 : Mutafukaz de Shōjirō Nishimi et Guillaume Renard : Angelino

#### Faux documentaire
- 2025 : F*ckin' Fred : Comme un Léopard de Clément Cotentin, avec Jonathan Cohen

### Comme réalisateur-scénariste

#### Cinéma
- 2015 : Comment c'est loin - coscénariste et coréalisateur avec Christophe Offenstein

#### Séries télévisées
- 2015-2016 : Bloqués (programme court diffusé dans Le Petit Journal) - coscénariste

#### Courts métrages
- 2016 : Xavier: Diamond Deuklo - coréalisateur avec Christophe Offenstein

## Distinctions

### Décoration
- Chevalier de l'ordre des Arts et des Lettres (2022)[81]

### MTV Europe Music Awards
| Année | Travail nommé | Catégorie                 | Résultat |
| ----- | ------------- | ------------------------- | -------- |
| 2009  | Orelsan       | Meilleur artiste français | Lauréat  |
| 2012  | Orelsan       | Meilleur artiste français | Lauréat  |

### Victoires de la musique
| Année | Travail nommé               | Catégorie                                 | Résultat   |
| ----- | --------------------------- | ----------------------------------------- | ---------- |
| 2012  | Orelsan                     | Artiste révélation du public de l'année   | Lauréat    |
| 2012  | Le Chant des sirènes        | Album rap ou musiques urbaines de l'année | Lauréat    |
| 2012  | RaelSan                     | Vidéo-clip                                | Nomination |
| 2013  | Orelsan                     | Artiste interprète masculin               | Nomination |
| 2018  | Orelsan                     | Artiste interprète masculin               | Lauréat    |
| 2018  | La fête est finie           | Meilleur album de musique urbaine         | Lauréat    |
| 2018  | Basique                     | Création audiovisuelle                    | Lauréat    |
| 2019  | Orelsan                     | Meilleur concert                          | Lauréat    |
| 2022  | Orelsan                     | Artiste interprète masculin               | Lauréat    |
| 2022  | Montre jamais ça à personne | Création audiovisuelle                    | Lauréat    |
| 2022  | L'Odeur de l'essence        | Chanson originale                         | Lauréat    |
| 2022  | Civilisation                | Album                                     | Nomination |
| 2023  | La Quête                    | Création audiovisuelle                    | Lauréat    |
| 2023  | La Quête                    | Chanson originale                         | Lauréat    |
| 2023  | Civilisation Tour           | Meilleur concert                          | Lauréat    |

### NRJ Music Awards
| Année | Travail nommé                 | Catégorie                               | Résultat   |
| ----- | ----------------------------- | --------------------------------------- | ---------- |
| 2013  | Orelsan                       | Meilleur artiste français               | Nomination |
| 2018  | Orelsan                       | Artiste masculin francophone de l'année | Nomination |
| 2018  | Basique                       | Clip de l'année                         | Nomination |
| 2018  | La Pluie - Orelsan et Stromae | Groupe / Duo francophone de l'année     | Nomination |
| 2022  | Orelsan                       | Artiste masculin francophone de l’année | Lauréat    |
| 2022  | Ensemble - Orelsan et Skread  | Collaboration francophone de l'année    | Nomination |
| 2022  | La Quête                      | Clip francophone de l’année             | Nomination |
| 2022  | Civilisation Tour             | Tournée francophone                     | Lauréat    |

### Prix Constantin
| Année | Travail nommé | Catégorie                         | Résultat |
| ----- | ------------- | --------------------------------- | -------- |
| 2009  | Orelsan       | Révélation francophone de l'année | Lauréat  |

### Trace Urban Music Awards
| Année | Travail nommé      | Catégorie                   | Résultat |
| ----- | ------------------ | --------------------------- | -------- |
| 2013  | Orelsan            | Artiste masculin de l'année | Lauréat  |
| 2013  | Orelsan            | Meilleure performance live  | Lauréat  |
| 2013  | La Terre est ronde | Meilleure chanson           | Lauréat  |
| 2013  | Ils sont cools     | Meilleur clip               | Lauréat  |

### Prix de la création musicale (Chambre syndicale de l'édition musicale)
| Année | Travail nommé | Catégorie         | Résultat |
| ----- | ------------- | ----------------- | -------- |
| 2013  | Orelsan       | Auteur de l'année | Lauréat  |

### GQ
| Année | Travail nommé | Catégorie              | Résultat |
| ----- | ------------- | ---------------------- | -------- |
| 2018  | Orelsan       | Artiste de la décennie | Lauréat  |

### Fnac Spectacles Awards
| Année | Travail nommé     | Catégorie                          | Résultat |
| ----- | ----------------- | ---------------------------------- | -------- |
| 2022  | Civilisation Tour | Tournée rap francophone de l'année | Lauréat  |